# Genetické inženýrství
Genetické inženýrství (genetická modifikace, genové inženýrství) je přímý zásah člověka do genomu organismu pomocí moderních DNA technologií.[zdroj?] Metoda zahrnuje zavádění cizích genů do daného organismu. Zavedení nové DNA nevyžaduje využití klasických metod genetiky, ale pro rozšíření rekombinantních organismů se často používá rozmnožování.
Organismu, který prošel metodou genetického inženýrství, se říká geneticky modifikovaný organismus. Prvním geneticky modifikovaným organismem se v roce 1973 stala bakterie a v roce 1974 myš. Bakterie produkující inzulin se prodávají od roku 1982 a geneticky modifikované potraviny od roku 1994.
Genetické inženýrství se využívá např. v biotechnologiích a v lékařství. V bakteriích jsou vytvářeny např. inzulin nebo lidský růstový hormon a ke komerčnímu využití se např. pěstují obilniny odolné proti hmyzu a/nebo herbicidům.
Organismus, do kterého byl přenesen genetický materiál z jiného druhu, se nazývá transgenní organismus. Pokud gen pochází ze stejného nebo podobného druhu, výsledek se nazývá cisgenní organismus. Naopak vyřazení (inaktivace) nějakého genu organismu se nazývá genový knockout.

## Historie
Genetické inženýrství ve smyslu přímého zásahu do struktury DNA se využívá od 70. let 20. století. Termín „genetické inženýrství“ poprvé použil Jack Williamson ve svém sci-fi románu Dragon's Island (česky doslova Dračí ostrov) v roce 1951, tedy rok předtím, než Alfred Hershey a Martha Chase potvrdili roli DNA v dědičnosti a dva roky předtím, než James Dewey Watson a Francis Crick objevili molekulární strukturu DNA.
V roce 1972 Paul Berg vytvořil první molekuly rekombinantní DNA spojením DNA opičího viru SV40 a lambda viru. V roce 1973 Herbert Boyer a Stanley Cohen vytvořili první transgenní organismus vložením genů s antibiotickou rezistencí do plazmidu bakterie Escherichia coli. O rok později Rudolf Jaenisch vytvořil transgenní myš zavedením cizí DNA do jejího embrya a vytvořil tak vůbec první transgenní zvíře. V roce 1978 Genentech, první společnost zabývající se genetickým inženýrstvím, oznámila vytvoření geneticky modifikovaného lidského inzulinu. V roce 1980 povolil Nejvyšší soud Spojených států amerických patentování geneticky modifikovaných organismů.
První pokusy o vytvoření geneticky modifikovaných rostlin proběhly ve Francii a v USA v roce 1986, kdy byl vytvořen tabák odolný proti herbicidům. První zemí, která komercializovala transgenní rostliny, byla Čínská lidová republika v roce 1992 s tabákem odolným proti virům. V roce 1994 se začala pěstovat geneticky upravená rajčata Flavr Savr, která měla delší skladovací dobu. V roce 1994 Evropská unie povolila výrobu modifikovaného tabáku, který byl odolný proti bromoxynilu.
V roce 2010 vědci z Institutu J. Craiga Ventera oznámili vytvoření prvního syntetického bakteriálního genomu, který vložili do buňky bez DNA. Výsledná bakterie, kterou pojmenovali Synthia, se stala první (polo)syntetickou formou života na světě.

## Proces

### Izolace genu
Prvním krokem při procesu genetického inženýrství je hledání a izolování genu, který má být přenesen do jiného organismu. V současné době většina genů přenášených do rostlin dodává odolnost proti hmyzu nebo herbicidům a do zvířat se většinou přenáší geny pro růstový hormon. Při izolaci genu lze gen zmnožit pomocí polymerázové řetězové reakce (PCR). Jestliže je známá sekvence DNA genu, ale nejsou dostupné žádné jeho kopie, lze ho vyrobit umělou syntézou. Po izolaci se gen vloží do bakteriálního plazmidu.

### Konstrukty
Aby gen, který má být dopraven do organismu, fungoval správně, je potřeba ho smísit s dalšími sekvencemi DNA. Výsledný konstrukt DNA většinou kromě genu obsahuje ještě promotor, terminátor a selekční marker. Konstrukty se vytvářejí pomocí rekombinantních DNA technologií.

### Cílení genů
Častější způsob genetického inženýrství zahrnuje přenášení nových genů na náhodné místo v genomu hostitele. Existují ale i techniky umožňující přenášení na konkrétní místo v genomu nebo vytváření mutací na konkrétním lokusu. Této metodě se říká cílení genů.

### Transformace

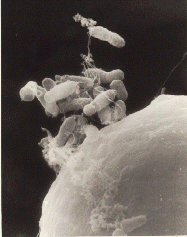
A. tumefaciens přichycující se na buňku mrkve

Zhruba 1 % bakterií je schopné přirozeně přijmout cizí DNA, ale jiné lze k tomu navést. Například vystavení bakterií tepelnému nebo elektrickému šoku může zapříčinit propustnost vůči DNA, která pak může existovat jako extrachromozomální DNA nebo se začlenit do jejich genomu. Do živočišných buněk se DNA může vnášet např. mikroinjekcí buď přes jadernou membránu přímo do buněčného jádra, nebo přes virální vektory. Do rostlin se většinou vnáší pomocí biolistiky nebo rekombinace zprostředkované bakteriemi rodu Agrobacterium.

### Regenerace
Protože se často transformuje pouze jedna buňka s genetickým materiálem, organismus se musí z této buňky regenerovat. Protože bakterie má jen jednu buňku, není u ní regenerace potřeba. V rostlinách se toho dosahuje pomocí rostlinných explantátů. Pokud je regenerace úspěšná, vznikne rostlina s transgenem v každé buňce. U zvířat je nutné zajistit, aby se nová DNA nacházela v kmenových buňkách. Potomci první generace budou vzhledem k novému genu heterozygotní a homozygotní jedinec vznikne až spářením dvou takovýchto jedinců.

## Aplikace
Genetické inženýrství nachází uplatnění v lékařství, výzkumu, průmyslu a zemědělství.

### Lékařství
V lékařství se genetické inženýrství využívá k hromadné produkci inzulinu, lidského růstového hormonu, urofollitropinu (v léčbě neplodnosti), albuminu, monoklonálních protilátek, faktoru VIII, vakcín a mnoha dalších léků. Při očkování je většinou do těla pacienta dopravena slabá, mrtvá nebo neaktivní populace viru nebo jeho toxiny. Vyrábějí se geneticky modifikované viry, které vytvářejí imunitu, ale už neobsahují infekční sekvence DNA.
Genetické inženýrství se využívá např. při tvorbě humanizovaných, původně myších monoklonálních protilátek. Přitom se sekvenuje DNA pro příslušný imunoglobulin a jeho variabilní část, která váže antigen, je spojena s DNA pro lidské řetězce IgG a užita ve dvou krocích k transformaci buněk myšího myelomu.
Do buněk lze vložit i větší úseky DNA včetně regulačních sekvencí, například tzv. přenosem umělého lidského chromosomu. Transformací a následným klonováním embryí lze pak vytvořit třeba transgenní krávy, produkující lidské imunoglobuliny typu IgG 1.  Imunizací takových zvířat je možno následně získat až několik set gramů lidského polyklonálního imunoglobulinu měsíčně, např. pro léčbu virových infekcí.
Genetické modifikace se také využívají pro simulaci lidských nemocí na zvířatech. Nejčastějšími zvířaty fungujícími jako modelové organismy jsou myši. Studuje se na nich např. rakovina, obezita, srdeční choroby, cukrovka, artritida, zneužívání drog, úzkost, stárnutí a Parkinsonova nemoc. Na těchto modelových zvířatech pak lze testovat potenciální léky. Existují i prasata geneticky modifikovaná za účelem zvýšení úspěšnosti transplantace zvířecích orgánů lidem.
Genová terapie spočívá v nahrazování poškozených lidských genů fungujícími kopiemi. To lze provést např. v somatických tkáních nebo v tkáních zárodečných linií. Jestliže je gen vložen do tkáně zárodečné linie, může být předán do genomu potomků dané osoby. Genová terapie se využívá pro léčení pacientů s imunodeficiencí a jsou testovány i způsoby léčby jiných genetických chorob. Genová terapie se ale mimo smíšených výsledků potýká i s etickými otázkami, jestli by se měla využívat nejen pro léčbu, ale i pro vylepšení a úpravy lidského vzhledu, inteligence nebo chování. Někdy je také těžké rozlišit mezi léčbou a zdokonalováním. Transhumanisté považují zdokonalování lidí pomocí genové terapie za žádoucí.

### Výzkum

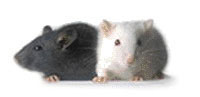
Knockoutované myši

Genetické modifikace jsou významné pro přírodovědce. Geny a další genetické informace z různých organismů se vnášejí do bakterií, které jsou jednoduché na pěstování, rychle se množí a v teplotách −80 °C je lze skladovat velmi dlouhou dobu. Poté, co je genom určený k sekvenční analýze rozštěpen na fragmenty restrikční endonukleázou, je uchován jako genomová knihovna (genová banka) v bakteriálních klonech transformovaných plasmidem nebo ve formě virových částic. Knihovna cDNA sestává z kódujících úseků DNA, syntetizovaných z příslušných mRNA pomocí reverzní transkriptázy.
Organismy jsou geneticky modifikované za účelem nalezení funkce jednotlivých genů. Zkoumá se např. vliv na fenotyp organismu nebo interakce s ostatními geny. Existuje několik druhů experimentů:
- Experimenty se ztrátou funkce (genový knockout) jsou experimenty, při kterých je organismus modifikovaný tak, aby některé jeho geny nefungovaly. Poté je možné analyzovat změny vyvolané touto mutací a určit tak roli daného genu. Toho se využívá např. ve vývojové biologii.
- Experimenty se získáním funkce jsou logickým protikladem knockoutů. Při procesu se namísto inaktivace genu posiluje jeho funkce např. dodáváním dalších kopií genu.
- Sledovací experimenty mají za cíl zjistil umístění a interakce dané bílkoviny. Toho lze docílit např. dodáním sledovací složky, jakou může být zelený fluorescenční protein (GFP). Manipulace s genem ale může narušit jeho funkci nebo způsobit vedlejší efekty.

### Průmysl
Vkládáním genů do bakteriálních plazmidů lze vytvořit biologickou továrnu bílkovin a enzymů. Některé geny v bakteriích nefungují správně, takže lze použít kvasinky. Bakterie a kvasinky se využívají na výrobu inzulinu, lidského růstového hormonu, vakcín, tryptofanu, bílkovin pomáhajících při produkci jídla (např. renninu při výrobě sýrů) a paliv. Probíhá také výzkum bakterií, které by mohly provádět úkoly jako odstraňování ropných skvrn a dalšího toxického odpadu.

### Zemědělství

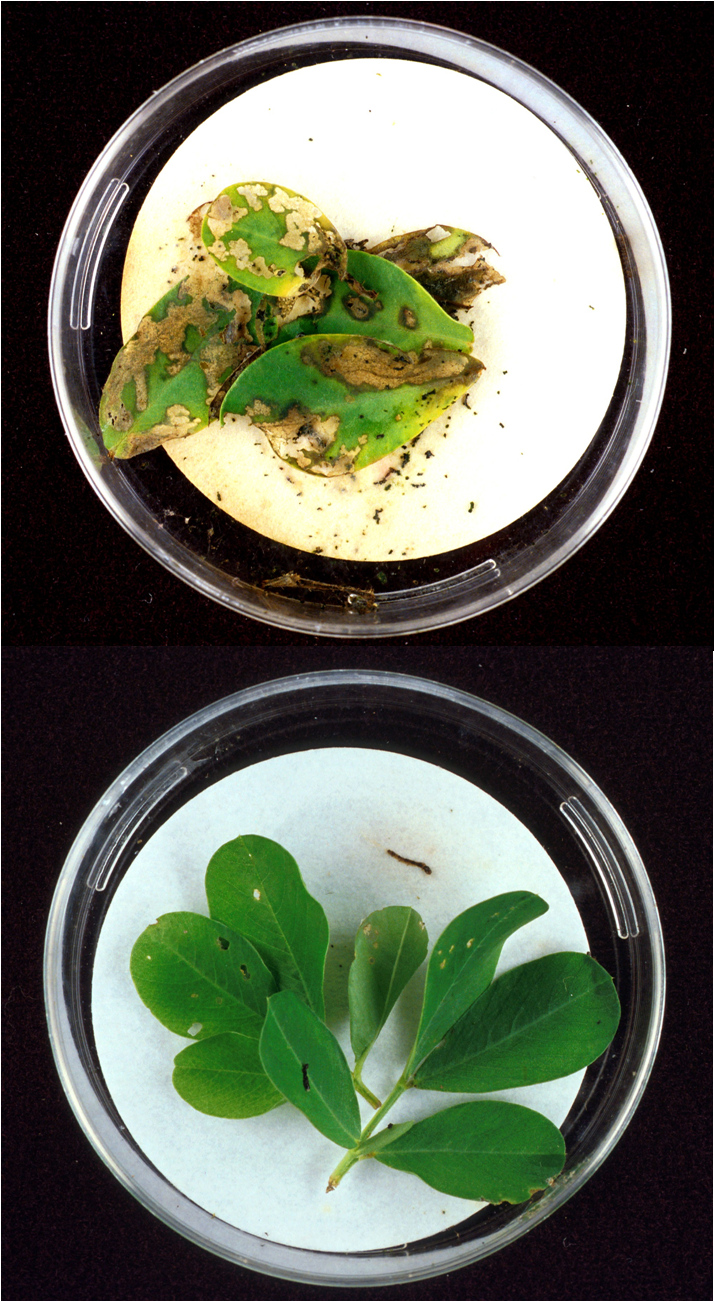
Bt-toxiny v listech podzemnice olejné (dole) ji chrání před poškozením larvou zavíječe kukuřičného (nahoře).

Jednou z kontroverzních aplikací genetického inženýrství je výroba geneticky modifikovaných potravin. Existují tři generace geneticky modifikovaných plodin. První generací jsou komercializované rostliny, které jsou odolné proti hmyzu a herbicidům. Ve vývoji jsou i plodiny odolné proti virům a plísním.
Cílem druhé generace je zvýšení tolerance proti slanosti, chladu nebo suchu a zvýšení nutriční hodnoty plodin. Třetí generací jsou plodiny obsahující vakcíny a jiné léky. Existují i zemědělská zvířata, kterým byl dodán růstový hormon, nebo byla modifikovaná tak, aby se v jejich mléku nalézala léčiva.
Genetické modifikace zemědělských plodin mohou zvýšit tempo růstu a odolnost proti různým nemocem způsobených patogeny a parazity. Tím lze omezit používání hnojiv a pesticidů a snížit tak škody způsobené chemickým znečištěním.
Okolo geneticky modifikovaných potravin vyvstaly etické a bezpečnostní otázky. Většina bezpečnostních záležitostí se týká vlivu geneticky modifikovaných potravin na zdraví člověka, a to zejména možnosti toxických nebo alergických reakcí. Životního prostředí se týká vliv na prospěšný hmyz a biodiverzitu. Etické problémy zahrnují náboženský pohled na takovéto potraviny, kontrola přísunu potravin společnostmi a otázka duševního vlastnictví.

### Další využití
Ve vědě o materiálech by se k výrobě ekologičtější lithium-iontové baterie mohl využívat geneticky modifikovaný virus. Některé geneticky modifikované bakterie také např. dokáží vytvářet černobílé fotografie. Genetické modifikace slouží také k vytváření bio umění nebo modrých růží a zářících ryb. Spekuluje se také o možnosti využít genetické inženýrství pro znovuoživení vyhynulých druhů, v extrémním případě i organismů z minulých geologických dob (slavnou zápletkou tohoto druhu byl například děj románu a filmu Jurský park).